# Als Sund
Als Sund är ett sund i Danmark.   Det ligger i Region Syddanmark, i den södra delen av landet, 200 km väster om huvudstaden Köpenhamn.
Klimatet i området är tempererat. Årsmedeltemperaturen i trakten är 8 °C. Den varmaste månaden är juli, då medeltemperaturen är 17 °C, och den kallaste är januari, med 2 °C.